# K. C. Clyde
K. C. Clyde conosciuto anche come Kasey Clyde, il suo nome alla nascita è KC Wilson Clyde (Salt Lake City, 2 maggio 1980) è un attore statunitense.
Figlio dello scrittore e regista Craig Clyde. Clyde è un attore, regista e produttore, apparso in molti film e serie televisive. Membro della Chiesa di Gesù Cristo dei Santi degli Ultimi Giorni. Lui e suo padre sono i proprietari della società di produzione Seerstone Entertainment.

## Filmografia

### Attore

#### Cinema
- Simcoe - la leggenda della montagna (The Legend of Wolf Mountain), regia di Craig Clyde (1992)
- Per colpa di un angelo (Heaven Sent), regia di Craig Clyde (1994)
- Il grande orso (Walking Thunder), regia di Craig Clyde (1997)
- The Long Road Home, regia di Craig Clyde (1999)
- Il corvo 3 - Salvation (The Crow: Salvation), regia di Bharat Nalluri (2000)
- Stranger Than Fiction - Un incubo senza fine (Stranger Than Fiction), regia di Eric Bross (2000)
- Dumb Luck, regia di Craig Clyde (2003)
- The Best Two Years, regia di Scott S. Anderson (2004)
- Revenge of the Mummy: The Ride, regia di Michael Carone e Stephen Sommers (2004) - cortometraggio
- The Derby Stallion, regia di Craig Clyde (2005)
- Friends with Money, regia di Nicole Holofcener (2006)
- Something New, regia di Sanaa Hamri (2006)
- The Untitled Luke Emerald Project, regia di Luke Emerald (2006) - cortometraggio
- The Dance, regia di McKay Daines (2007)
- Heber Holiday, regia di McKay Daines (2007)
- The Wild Stallion - Praterie Selvagge (The Wild Stallion), regia di Craig Clyde (2009)
- Christmas Angel, regia di Brian Brough (2009)
- Waiting for Forever, regia di James Keach (2010)
- Oltre la legge (Once Fallen), regia di Ash Adams (2010)
- Zombie Hamlet, regia di John Murlowski (2012)
- Peloton, regia di John Lawrence (2012)
- Anatomy of Deception, regia di Brian Skiba (2014)
- Bastardi di guerra (War Pigs), regia di Ryan Little (2015)
- Deadly Pursuit, regia di John Murlowski (2015)
- Run the Tide, regia di Soham Mehta (2016)
- Todos queremos a alguien, regia di Catalina Aguilar Mastretta (2017)
- Big Kill, regia di Scott Martin (2019)
- 4/20, regia di Noah Applebaum (2020)
- Yes Day, regia di Miguel Arteta (2021)

#### Televisione
- Little Heroes, regia di Craig Clyde – film TV (1991)
- Terra promessa (Promised Land) – serie TV, episodi 3x19-3x20 (1999)
- Il tocco di un angelo (Touched by an Angel) – serie TV, episodi 5x24-7x2 (1999-2000)
- L'incendiaria (Firestarter 2: Rekindled), regia di Robert Iscove – miniserie TV (2002)
- Crossing Jordan – serie TV, episodi 2x20 (2003)
- I cani dei miracoli (Miracle Dogs), regia di Craig Clyde – film TV (2003)
- Everwood – serie TV, episodi 2x21 (2004)
- E.R. - Medici in prima linea (ER) – serie TV, episodi 11x11 (2005)
- La forza dell'amore (Everything You Want), regia di Ryan Little – film TV (2005)
- Leggenda mortale (I'll Always Know What You Did Last Summer), regia di Sylvain White – film TV (2006)
- Scrittrice per caso (Read It and Weep), regia di Paul Hoen – film TV (2006)
- Lightspeed, regia di Don E. FauntLeRoy – film TV (2006)
- Veronica Mars – serie TV, episodi 3x16-3x20 (2007)
- Una sorpresa dal passato (A Golden Christmas), regia di John Murlowski – film TV (2009)
- A Christmas Wish, regia di Craig Clyde – film TV (2011)
- Il doppio volto della paura (Deadly Sibling Rivalry), regia di Hanelle M. Culpepper – film TV (2011)
- 3 cuccioli e un anello (3 Holiday Tails), regia di Joe Menendez – film TV (2011)
- Do No Harm – serie TV, episodi 1x9 (2013)
- Secret Millionaire – serie TV, 17 episodi (2011-2013)
- Match – serie TV, episodi 1x1 (2014)
- Swallow Your Bliss – serie TV, episodi 1x1 (2014)
- Diablo Guardián – serie TV, 4 episodi (2018)
- L'autunno dei ricordi (Love, Fall & Order), regia di Clare Niederpruem – film TV (2019)

- Yellowstone – serie TV, 4 episodi (2020-2022)
- Kung Fu – serie TV, episodi 2x06 (2022)
- A Thousand Tomorrows, regia di Cassidy Lunnen – miniserie TV (2022)